# HAT-P-33b
HAT-P-33b (بالإنجليزية: HAT-P-33b)‏ الذي يرمز له بالرمز HAT-P-33b، هو كوكب خارج المجموعة الشمسية، في كوكبة التوأمان، يتبع HAT-P-33 ‏.

## الاكتشاف
اكتشف في 6 يونيو 2011، وكانت طريقة الاكتشاف طريقة العبور.